# Poecilasthena urarcha
Poecilasthena urarcha là một loài bướm đêm trong họ Geometridae.